# هناك شخص ما يعجب بي (فلم)
هناك شخص ما يعجب بي (بالإنجليزية: Somebody Up There Likes Me) هو فيلم دراما تم إنتاجه في الولايات المتحدة وصدر في سنة 1956. الفيلم من إخراج روبرت وايز.

## طاقم التمثيل
- بول نيومان

### ترشيحات وجوائز
| السنة | الحدث  | الفئة              | النتيجة |
| ----- | ------ | ------------------ | ------- |
|       | أوسكار | أفضل تصوير سينمائي | فوز     |

## الميزانية والإيرادات
حقق أرباحا تقدر بـ مليوني دولار ().

## وصلات خارجية
- مقالات تستعمل روابط فنية بلا صلة مع ويكي بيانات

1. ↑  "معلومات عن هناك شخص ما يعجب بي (فيلم) على موقع netflix.com". netflix.com. مؤرشف من الأصل في 2020-03-08.
2. ↑  "معلومات عن هناك شخص ما يعجب بي (فيلم) على موقع rottentomatoes.com". rottentomatoes.com. مؤرشف من الأصل في 2019-05-02.
3. ↑  "معلومات عن هناك شخص ما يعجب بي (فيلم) على موقع catalog.afi.com". catalog.afi.com. مؤرشف من الأصل في 2017-12-03.
4. ↑  "معلومات عن هناك شخص ما يعجب بي (فيلم) على موقع elonet.fi". elonet.fi. مؤرشف من الأصل في 2016-11-26.
5. ↑  "معلومات عن هناك شخص ما يعجب بي (فيلم) على موقع allocine.fr". allocine.fr. مؤرشف من الأصل في 2018-07-05.
6. ↑  "معلومات عن هناك شخص ما يعجب بي (فيلم) على موقع moviepilot.de". moviepilot.de. مؤرشف من الأصل في 2017-07-01.